# Himberg (Bad Honnef)
Himberg ist ein Ortsteil von Aegidienberg, einem Stadtbezirk von Bad Honnef im nordrhein-westfälischen Rhein-Sieg-Kreis.

## Geographie
Himberg liegt im Westen der Gemarkung Aegidienberg an der Nordseite des gleichnamigen Himbergs (335 m ü. NHN). Die Ortschaft umfasst Höhenlagen zwischen 290 und 320 m ü. NHN. Südöstlich des Ortsausgangs beginnt in rund 150 m Entfernung der oberhalb gelegene Ortsteil Rottbitze, nach Norden besteht ein fließender Übergang zum Ortsteil Neichen. Gemeinsam mit Neichen liegt Himberg am östlichen Ausgang des nach Bad Honnef hinabführenden Schmelztals, durch das die Landesstraße 144 verläuft. Westlich von Himberg erstreckt sich das Naturschutzgebiet Siebengebirge im Honnefer Stadtwald.

## Geschichte
Himberg wurde vermutlich erstmals im Jahre 948 als Hintberg erwähnt und wie die weiteren Orte am Ausgang des Schmelztals von Honnef aus besiedelt. 1666 verzeichnete der Ort vier huldigungs-, 1673 14 steuerpflichtige Einwohner. Nördlich der Ortschaft entstanden Ende des 17. Jahrhunderts Häuser, die zunächst zu Himberg gezählt wurden, ab 1698 aber einen eigenen Ort mit dem Namen Neichen bildeten. Himberg zählt zu den acht Honschaften, aus denen sich das Kirchspiel Aegidienberg spätestens seit Mitte des 18. Jahrhunderts bis zur Auflösung des Herzogtums Berg im Jahre 1806 zusammensetzte. 1828 war das Dorf im Rahmen einer Volkszählung noch als Himperich verzeichnet. Die Einwohnerzahl Himbergs stieg im 19. Jahrhundert spürbar an, die Anzahl der Wohngebäude erhöhte sich dabei von 1843 mit 21 bis 1885 auf 27 Wohngebäude. Zum 15. Oktober 1888 erhielt Himberg als erste Ortschaft von Aegidienberg eine Postagentur im Bezirk des Postamts Honnef, die in der Gastwirtschaft Leven (später Zur Post) untergebracht war.
Zu einer wichtigen Erwerbsquelle des Dorfs war Mitte des 19. Jahrhunderts der Basaltabbau in einem Steinbruch am südlich gelegenen Himberg geworden. Anfang des 20. Jahrhunderts wurde südwestlich von Himberg auch der Abbau von Quarzit aufgenommen. Der Abtransport aus den beiden Gruben der Firmen Wendehorst sowie Steuler & Co. erfolgte ab 1910 jeweils mittels  Feldbahnen zur Schmelztalstraße, eine weitere Grube inkl. Feldbahn kam 1922/23 zu den zwei damals bereits stillgelegten hinzu. Die Strecken waren durchschnittlich etwa 500 m lang und wurden als Pferdebahnen betrieben – ebenso wie die 1895 erbaute Strecke durch das Logebach- und Schmelztal bis kurz vor Bad Honnef, deren Trasse zwei der Feldbahnen mitbenutzten. Seit Anfang des 20. Jahrhunderts verfügte Himberg auch über ein für die Größe des Orts ungewöhnlich gut sortiertes Kaufhaus (Warenhaus Weinz).
1923 gehörte Himberg zu den im Rahmen des Widerstands gegen die separatistische Bewegung im Rheinland (Schlacht bei Aegidienberg) besonders umkämpften Orten. Am 15. November begannen hier mit der Erschießung Peter Staffels durch die Separatisten mehrtägige bewaffnete Auseinandersetzungen.
Der im Zweiten Weltkrieg endgültig eingestellte Basaltabbau am Himberg hinterließ ein Abgrabungsgewässer, den Himberger See. Er dient als Badesee und Naherholungsgebiet, an seiner nordwestlichen Seite sind außerdem Tennisplätze neben einem bereits seit 1920 bestehenden Schießstand entstanden. Anfang der 1950er-Jahre stellte das Kaufhaus Weinz seinen Betrieb ein. Nordwestlich von Himberg wurde 1970 ein Campingplatz eröffnet. Ende der 2000er-Jahre entstand zwischen Himberg und Neichen an der Abzweigung der Landesstraße 143 (Rottbitze–Aegidienberg–Oberpleis–Troisdorf) zur Landesstraße 144 (Himberg–Bad Honnef) ein gewerbliches Zentrum mit einem größeren Einzelhandelsstandort.
| Jahr | Einwohner |
| ---- | --------- |
| 1816 | 116       |
| 1828 | 128       |
| 1843 | 129       |
| 1885 | 162       |
| 1905 | 135       |
| 1963 | 197       |

## Wappen

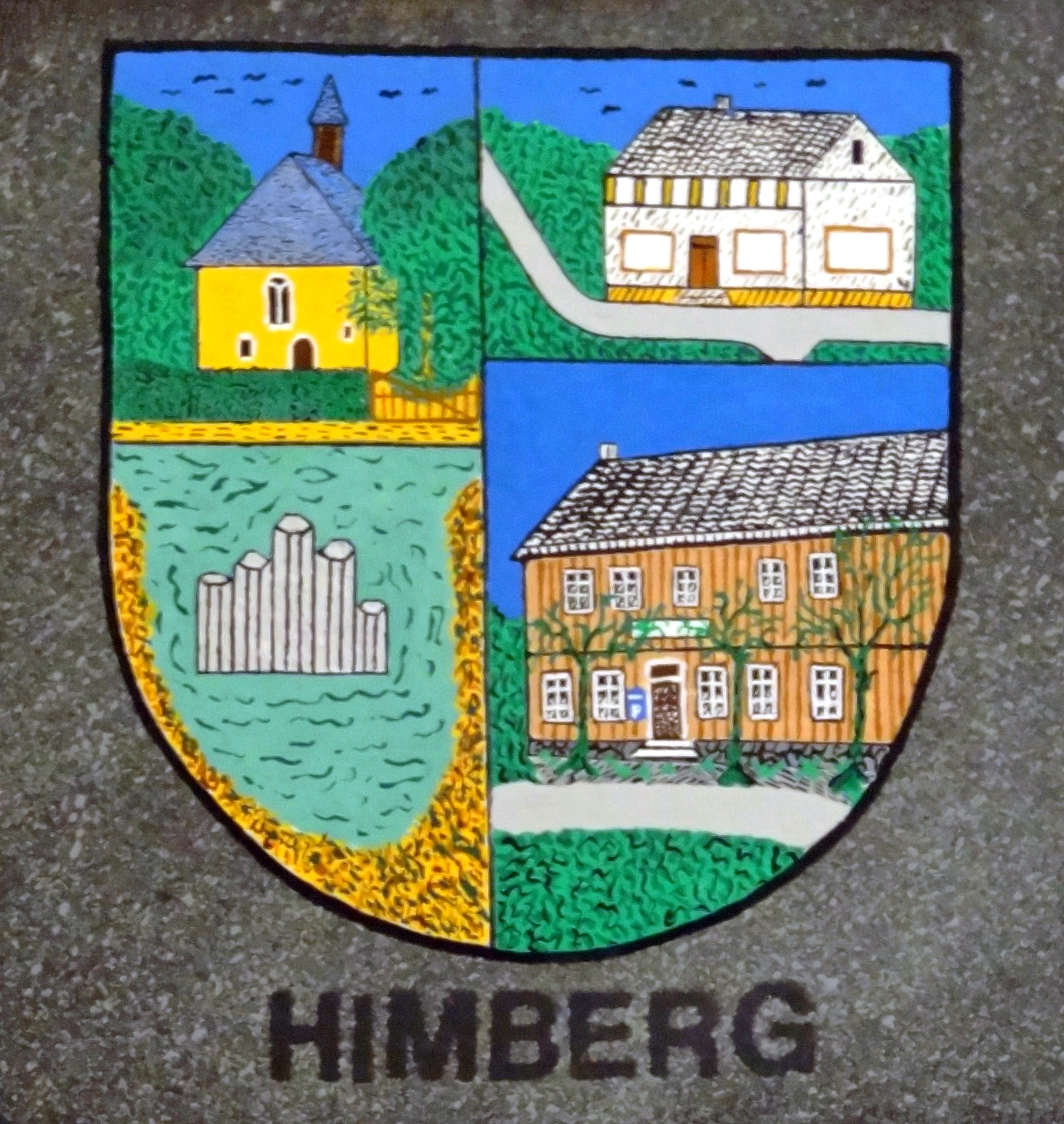
Schiefertafel als Ortswappen

2008 wurde durch den Künstler Richard Lenzgen eine Schiefertafel als Ortswappen von Himberg geschaffen. In dem viergeteilten Wappen ist links oben die nahegelegene Servatiuskapelle abgebildet, rechts oben die Kreuzung („Dreieck“) der Landesstraßen 144 und 143 mit dem inzwischen abgerissenen Kaufhaus Weinz, links unten der Himberger See mit aufgemalten Basaltsäulen (Symbol für den dortigen Steinbruch) sowie rechts unten die ehemalige Gastwirtschaft „Zur Post“ als ehemalige Poststelle von Aegidienberg.

## Persönlichkeiten
- Franz Linnig (1832–1912), rheinischer Provinzialschulrat und Schulbuch-Autor, geboren in Himberg